# Alteratie (geologie)
Alteratie is in de geologie de verandering van een gesteente door middel van fysische of scheikundige processen. Alteratie is beperkt tot processen die na de vorming van het gesteente plaatsvinden - het is altijd een "secundair" proces. Alteratie kan een verandering zijn in de scheikundige samenstelling, de mineralen waaruit het gesteente is opgebouwd, of beide. Aan het aardoppervlak vindt alteratie meestal plaats door verwering. Gesteente verandert daar van samenstelling onder invloed van weer, klimaat en de activiteit van levende organismes, met name de bodemfauna. Diep in de Aarde vindt alteratie van gesteente plaats doordat elementen en stoffen door diffusie in het gesteente doordringen. Hydrothermale vloeistoffen die door de aardkorst stromen kunnen daarbij een belangrijke rol spelen, omdat ze opgeloste stoffen transporteren.